# 同叶䗛
同叶䗛（学名：Phyllium parum）叶竹节虫科（叶䗛科）叶䗛属的一种，分布于中国海南和广西等地。
2021年，有学者创立了一个新属－隐叶䗛属？（Cryptophyllium），将本种划归该属。

## 形态特征
正模标本为雄虫，体长61.6毫米。头部呈亚卵圆形，后端稍膨大，头顶略扁平。眼半球球且突出。触角发达，26节。前胸背板舌状，中胸背板狭长。前腿节较扩展，外亚叶三角形，比内叶略宽。腹部为宽椭圆形，由基部至第4腹节中央逐渐加宽，其侧缘斜直，第5腹节后端最宽，第6腹节几乎无收缩，第7腹节侧缘弧形，第8腹节明显变窄，第9至10腹节侧缘几乎斜直，共同构成三角形腹端。